# John Rylands Library

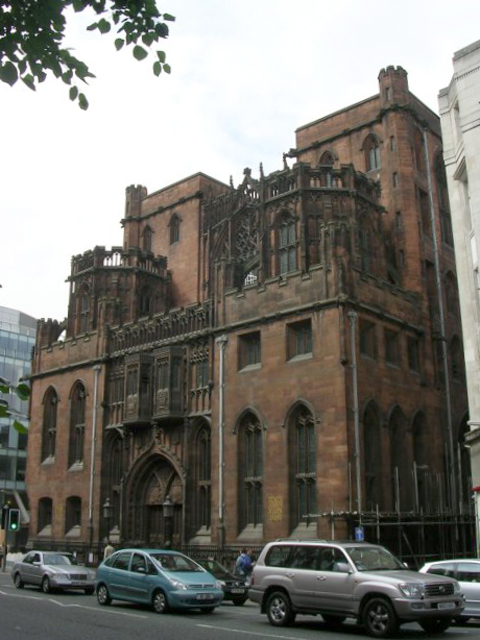
Façade de la John Rylands Library de Manchester.

La John Rylands Library (en français, bibliothèque John Rylands), est une bibliothèque publique du Royaume-Uni. Elle est située sur la grande artère de Deansgate, à Manchester.

## Historique
La John Rylands Library est fondée par Enriqueta Augustina Rylands (La Havane, 1843 - Torquay, 1908), veuve de John Rylands (Saint Helens, 1801 - Stretford, 1888), magnat du textile (et premier multi-millionnaire de Manchester), elle est ouverte au public en janvier 1900. Elle est installée dans un bâtiment néo-gothique en grès de Cumbria, évoquant une église (ou un bâtiment d'Oxford), édifié entre 1890 et 1899 par l'architecte Basil Champneys, inauguré le 6 octobre 1899, bâtiment classé depuis 1952, sur la 1re liste des bâtiments de Manchester depuis 1994. En juillet 1972, la John Rylands Library fusionne avec la bibliothèque de l'université de Manchester, pour former la John Rylands University Library of Manchester. Le site historique de Deansgate est destiné par ce nouvel établissement à abriter les « collections spéciales ».

## Spécificité du fonds
Le fonds le plus ancien de la bibliothèque est constitué par le rachat en 1892 de la collection de 40 000 ouvrages de George Spencer, ministre et bibliophile, conservée jusqu'alors au château d'Althorp. En 1901, Mme Rylands fit d'autre part l'acquisition de la collection de manuscrits, et aussi d'imprimés chinois et japonais, de la Bibliotheca Lindesiana appartenant à James Ludovic Lindsay.
Les « collections spéciales » abritées actuellement dans le bâtiment de Deansgate et ses dépendances (notamment le Lady Wolfson Building, inauguré en 1962) occupent environ vingt kilomètres de rayonnage. On y trouve entre autres, par ordre chronologique d'origine des objets :
- une collection de tablettes d'argile de Mésopotamie antique ;
- les Rylands Papyri : 192 papyri en ancien égyptien (7 hiéroglyphiques, 19 hiératiques, 166 démotiques), datant d'entre le XIVe siècle av. J.-C. et le IIe siècle apr. J.-C. ; environ 2 000 papyri en grec ancien (dont le fameux P52, le plus ancien témoin connu de l'Évangile de Jean et du Nouveau Testament ; le P458, plus ancien témoin de la Septante ; le P463, fragment de l'Évangile de Marie, etc.) ; environ 500 papyri en copte ; et environ 800 en arabe ;
- une collection très importante de manuscrits médiévaux et modernes, couvrant une cinquantaine de langues d'Europe, du Proche-Orient et d'Asie, dont de nombreux manuscrits enluminés du Moyen Âge européen, et une collection de manuscrits syriaques et arabes anciens rapportée en 1924 par Alphonse Mingana, à l'époque employé par la bibliothèque ;
- une collection de 4 500 incunables (dont une Bible de Gutenberg, la plus importante collection du monde des Presses aldines, la deuxième du monde de livres de William Caxton) ;
- la collection Bullock constituée d'environ 5 000 livres et objets en provenance d'Italie, dont 2 600 datant du XVIe siècle ;
- une collection de 40 000 documents de la Révolution française (donation du 27e comte de Crawford en 1924) ;
- les archives et correspondances privées de plusieurs personnalités comme Elizabeth Gaskell, John Dalton, Mabel Tylecote ;
- les archives de l'Église méthodiste, déposées à la John Rylands Library en 1977.